# Iōakeim Iōakeim
Iōakeim Iōakeim, detto anche Akīs (in greco: Ιωακείμ Ιωακείμ; Nicosia, 16 settembre 1975), è un ex calciatore cipriota, di ruolo difensore.

## Carriera

### Club
Ha sempre giocato nella massima serie cipriota con l'Omonia Nicosia.

### Nazionale
Ha esordito con la nazionale cipriota nel 1998, giocando 28 partite fino al 2003.